# Vortex Bladeless
Vortex Bladeless S.L es una PYME tecnológica española que está desarrollando un nuevo tipo de aerogenerador multipatentado sin palas, engranajes ni ejes. El aerogenerador de Vortex no es realmente una turbina eólica ya que no funciona por rotación. Se basa en el fenómeno de la resonancia aeroelástica, aprovechando la energía del viento en la emisión de los vórtices de Von Karman. Este proceso es llamado Vortex Shedding o Vortex Street Effect, y usualmente representa un problema en arquitectura y aeronáutica. Gracias a este fenómeno el dispositivo puede oscilar con un movimiento pequeño que no necesita lubricantes y no molesta a la fauna silvestre.
Esta nueva tecnología es más parecida en características a la energía solar que a la energía eólica convencional, diseñada para la auto-producción y energía distribuida fuera de la red en sistemas de bajo consumo. Todos los principios físicos de las máquinas eólicas actuales también se aplican a Vortex, pero es una forma radicalmente diferente de aprovechar la energía del viento en comparación con la eólica convencional por su movimiento oscilatorio en lugar de rotatorio.

## Tecnología Vortex
es un aerogenerador de resonancia inducida por vorticidad, una nueva clase de generador eólico. Las otras dos son HAWT (aerogeneradores de eje horizontal) y VAWT (aerogeneradores de eje vertical) que funcionan por rotación. La innovación de Vortex proviene de su inusual geometría y forma de aprovechar la energía por oscilación, donde un mástil de fibra de vidrio y fibra de carbono oscila en el viento aprovechando la emisión de los vórtices de Von Karman cuando un fluido pasa a través de una estructura circular. En la parte inferior del mástil una varilla de fibra de carbono mueve un alternador que genera electricidad sin que haya partes móviles en contacto. Dado que los aerogeneradores por vorticidad no rotan, técnicamente no pueden llamarse "turbinas".
Esta nueva tecnología busca superar los problemas relacionados con los aerogeneradores tradicionales como el mantenimiento, la amortización, el ruido, las aves y el impacto ambiental, la logística y los aspectos visuales. Según la compañía, Vortex tiene una huella de carbono reducida y utiliza una baja cantidad de materias primas en comparación con los aerogeneradores convencionales de la misma altura. Se espera que tengan un centro de gravedad bajo que permite dimensiones de cimentación pequeñas, y un "efecto estela" casi inexistente por lo que se pueden colocar varios generadores Vortex en la misma área que ocuparían los aerogeneradores tradicionales, lo que aumenta la baja densidad de energía que tiene la energía eólica. Sin embargo, el objetivo de la compañía no es ser competidores de la industria eólica actual, sino ofrecer una alternativa de minieólica para auto-producción y sistemas de bajo consumo, que es un mercado que no está realmente explotado por la energía eólica convencional.
Los dispositivos Vortex son verticales, esbeltos y cilíndricos. Se componen de una parte inmóvil con la que el dispositivo se fija a un anclaje base y de una parte flexible que, actuando como cantilever, interactúa libremente con el fluido en un movimiento de oscilación. Se puede dividir en dos partes principales, mástil y base. No tiene engranajes ni partes móviles en contacto, por lo que no necesita aceites ni lubricantes. El funcionamiento del dispositivo apenas requiere mantenimiento y costes operativos. Todas estas características lo acercan más a las características de la energía solar que a la eólica, haciéndola perfecta para la energía distribuida. El alternador transforma la energía mecánica en electricidad. Cuenta con imanes de neodimio y su estator está situado en el interior de la parte móvil del dispositivo.
Al convertir la energía mecánica en electricidad, el alternador amortigua el movimiento de oscilación inducida y, al mismo tiempo, es capaz de modificar la frecuencia de oscilación natural de la estructura de la turbina sin palas, por lo que el rango de "lock-in" aumenta al tiempo que se mantiene la frecuencia de resonancia en velocidades de viento más altas. La compañía ha patentado un mecanismo denominado "sistema de sintonizado" para este propósito, basado en repulsión magnética. A diferencia de los aerogeneradores convencionales, este fenómeno es capaz de modificar la constante de elasticidad aparente de la estructura que depende de la amplitud de la oscilación, permitiéndole crecer a medida que crece la velocidad del viento. A pesar de su simplicidad, 6 familias de patentes registradas protegen el diseño y la tecnología a nivel mundial.

### Aerogeneradores por vorticidad
Vortex Bladeless está trabajando en dos productos futuros que se espera que estén disponibles comercialmente para el 2021. Las especificaciones objetivo de cada modelo son:
- Vortex Nano: 1 metro de altura y 3W de potencia nominal. Diseñado mayormente para generación fuera de la red en sistemas de bajo consumo, funcionando mejor junto a paneles solares.
- Vortex Tacoma: 2,75 metros de altura y 100W de potencia nominal. Diseñado mayormente para autogeneración de baja escala en entornos residenciales/rurales, funcionando mejor junto a paneles solares.

En la tecnología Vortex, la energía generada crece exponencialmente con la altura al cubo. Por lo tanto resultaría preferible diseñar dispositivos Vortex más grandes, ya que los costes de producción no crecerán tanto como la generación de energía con la altura, dando lugar a equipos más baratos y eficientes en comparación a su potencia. Sin embargo, debido a su condición de PYME, la compañía está trabajando actualmente solo en estos pequeños dispositivos de minieólica.

## Historia y biografía
Vortex Bladeless S.L es una empresa emergente española de energía eólica formalizada en 2012 por David Yáñez, David Suriol y Raúl Martín, pero no fue hasta 2014 cuando fue fundada oficialmente y pudieron dedicarse exclusivamente al desarrollo de Vortex. La idea original surgió en 2002 cuando David Yáñez, el inventor, vio un vídeo de la catástrofe del puente de Tacoma Narrows y le llevó a la idea de que hay mucha energía contenida en el principio físico que colapsó el puente, y que podría ser aprovechada como una nueva forma de generar energía a partir del viento. La idea estuvo guardada en un cajón durante años hasta 2012, cuando comenzaron a buscar inversores y financiación para iniciar el proyecto.
A principios de 2014, Vortex obtuvo financiación pública del CDTI (Centro par el Desarrollo Tecnológico e Industrial) y comenzó a colaborar con el BSC (Barcelona SuperComputing Center) y sus enormes recursos computacionales para las simulaciones sobre VIV (Vibración Inducida por Vorticidad), interacciones de campos magnéticos y FEMM (Método de los Elementos Finitos Magnéticos) necesarias para su desarrollo. La prueba de concepto fue validada y la historia de Vortex comenzó tras ganar el premio South Summit Award 2014 en la categoría de Energía e Industria.
En 2015, la empresa entró en proceso de aceleración con Dat Venture en Boston, donde Vortex se hizo viral en medios de comunicación de todo el mundo. Entre 2014 y 2015 el proyecto llegó a la empresa Altair Engineering, que ofreció su software de simulación avanzada a Vortex para su investigación sobre este concepto particular de dinámica de fluidos. Por otro lado, ONGs y otras entidades ambientales como Birdlife han mostrado gran interés en esta solución y también han ofrecido su colaboración, ya que Vortex puede tener un menor impacto en la naturaleza y las aves en el caso de que se construyan dispositivos más grandes en el futuro. Gracias a todo el apoyo de estas administraciones públicas y centros de investigación, la empresa lanzó en junio de 2015 una exitosa campaña de micromecenazgo para financiar los primeros acuerdos de suministro y la contratación de los ingenieros necesarios para llevar el proyecto al siguiente nivel.
A finales de 2016 y después de validar la tecnología en simulaciones computacionales y demostradores tecnológicos, la empresa alcanzó la etapa de prototipado con una geometría que es capaz de convertir una buena cantidad de energía del viento con este principio. En esta etapa, Vortex pudo solicitar financiación del programa Horizonte 2020 para la investigación e innovación de la Comisión Europea. Junto con la entrada de inversores privados que apoyaban el proyecto desde 2014 y la entrada de otros nuevos, el proyecto europeo fue un gran apoyo de financiación de la empresa, Vortex construyó un gran túnel de viento para probar sus aerogeneradores (el túnel de viento más alto de España) e inició el desarrollo de su concepto patentado de alternador oscilante con sistema de sintonizado. En esta fase, la empresa obtuvo el "Sello de Excelencia" del programa H2020.
A lo largo de 2017, la empresa siguió desarrollando su alternador y sistema de sintonizado. Dado que esta tecnología es completamente nueva en todos los aspectos que intervienen (geometría, movimiento, sistema de conversión de energía), ha sido un desarrollo más duro de lo que la empresa esperaba. La colaboración en esta etapa del Instituto de Microgravedad de la Universidad Politécnica de Madrid y de la Universidad Europea de Madrid, junto con el CDTI, Altair, Birdlife y BSC fueron la clave para obtener una tecnología viable que permita aprovechar la energía del viento de esta manera. En este año la empresa obtuvo el sello "PYME Innovadora" del Gobierno de España.
En 2018 la empresa comenzó a planificar la industrialización de sus aerogeneradores. En este punto la empresa se enfrentó a muchos problemas debido a la falta de procesos industriales viables para producir en serie algunas de las piezas que utiliza la tecnología Vortex. La geometría y los materiales se consideran casi definitivos en esta etapa, por lo que la empresa inició un proceso de certificación de los prototipos actuales y obtuvo la certificación ISO 9001. Esta certificación es un proceso estándar para todos los dispositivos eólicos del mercado europeo y americano. Sin embargo la normativa está escrita para los turbinas con palas o rotativas, por lo que quizá necesite ser reescrita para poder certificar los Vortex como aerogeneradores.[cita requerida]
Los objetivos de la empresa para el futuro son obtener la certificación necesaria para comenzar a vender, establecer un método factible de producción y logística de envío para que puedan comenzar a comercializar las primeras turbinas Vortex para el 2020.

## Premios y socios
Los socios estratégicos más relevantes para Vortex Bladeless S.L son EASME, CDTI, Altair Engineering y Consejo de Castilla y León en España. La empresa ha iniciado recientemente una colaboración con el CIEMAT (Centro de Investigaciones Energéticas, Medioambientales y Tecnológicas) para la certificación y producción industrial de los aerogeneradores. Todos los premios ganados por la empresa o su equipo están relacionados con la energía, la innovación y el emprendimiento, listados por fecha:
- 2017 - "Sello PYME Innovadora" del Gobierno de España
- 2016 - "Sello de Excelencia" del programa H2020 de la UE
- 2016 - "Renovable del Año 2016" 10.ª edición de Abulenses, en Energía
- 2014 - The South Summit Award (categoría de energía e industria)
- 2014 - Premio Emprendedores "Caja de Ingenieros"
- 2012 - Premio Fundación Repsol "Fondo de Emprendedores"